# Flüggendorf
Flüggendorf ist ein Ortsteil der Gemeinde Schönkirchen im Kreis Plön in Schleswig-Holstein.

## Geschichte
Der Ort Flüggendorf wird 1482 erstmals urkundlich erwähnt.
Das Dorf gehörte zu den Besitzungen der Grafen zu Rantzau, die 1737 das erste Schulhaus in Flüggendorf errichteten (dessen eine Hälfte als Armenhaus genutzt wurde). Später gehörte das Dorf zum Gut Oppendorf. Die Entwicklung des Dorfes hing mit der des Gutes eng zusammen, so wurde vom Gutsbetrieb 1761 ein Rauchhaus zur Fleischkonservierung errichtet. Im Jahre 1867 lösten die Hufner in Flüggendorf ihre Verbindlichkeiten, insbesondere die Hand- und Spanndienste, gegenüber der Gutsherrschaft ab.
Bereits am 11. Juli 1852 hatten sich die Flüggendorfer in einer Knochenbruchgilde zusammengeschlossen, um sich gegenseitig in unverschuldet durch Knochenbrüche und Sehkraftverlust eintretenden Notsituationen zu helfen. Sturmschäden wie die infolge des Orkans vom 12. Februar 1894 wurden ebenfalls in Selbsthilfeeinrichtungen wie der Windgilde für Schönkirchen und Umgegend von 1819 reguliert.
Am 1. Oktober 1928 wurde der Gutsbezirk Oppendorf in die Gemeinde Oppendorf umgewandelt, zu der neben Oppendorf und Flüggendorf auch Schönhorst gehörte.
1939 wurde eine leichte Scheinwerfer- und Flakbatterie zum Schutz des Reichskriegshafens in Kiel in Flüggendorf untergebracht, die 1941 um eine schwere Flakbatterie ergänzt wurde. In den Kriegsjahren wurde Flüggendorf daher auch Ziel von Bombardements, die im Dorf zu Zerstörungen führten.
Nach dem Zweiten Weltkrieg wurden zunächst von Ende Mai bis Ende September 1945 Heimatvertriebene in der Schule untergebracht, bis anderweitige Unterbringungsmöglichkeiten gefunden waren.
Zum 1. April 1970 wurde Flüggendorf als Ortsteil der Gemeinde Oppendorf nach Schönkirchen eingemeindet.

## Gruppen und Vereine
- Flüggendorfer Knochenbruchgilde von 1852
- Freiwillige Feuerwehr Flüggendorf